# Тодтмос
Тодтмос (њем. Todtmoos) општина је у њемачкој савезној држави Баден-Виртемберг. Једно је од 32 општинска средишта округа Валдсхут. Према процјени из 2010. у општини је живјело 2.037 становника. Посједује регионалну шифру (AGS) 8337108.

## Географски и демографски подаци
Тодтмос се налази у савезној држави Баден-Виртемберг у округу Валдсхут. Општина се налази на надморској висини од 820 метара. Површина општине износи 28,1 km². У самом мјесту је, према процјени из 2010. године, живјело 2.037 становника. Просјечна густина становништва износи 73 становника/km².

## Међународна сарадња
| Мјесто | Држава    | Врста сарадње | Од    |
| ------ | --------- | ------------- | ----- |
|        | Француска | контакт       | 2000. |
|        | Француска | контакт       | 2000. |
| Извор  |           |               |       |